# Bateria d'ions de zinc
Una bateria d'ions de zinc o bateria d'ions de Zn (abreujada com a ZIB) utilitza ions de zinc (Zn2+) com a portadors de càrrega Concretament, els ZIB utilitzen Zn metàl·lic com a ànode, materials intercalants de Zn com a càtode i un electròlit que conté Zn. Generalment, el terme bateria de zinc-ió es reserva per a bateries recarregables (secundàries), que de vegades també s'anomenen bateries recarregables de zinc-metall (RZMB). Per tant, les ZIB són diferents de les bateries no recarregables (primàries) que utilitzen zinc, com ara les bateries alcalines o de zinc-carboni.

## Història
El 2011, el grup de Feiyu Kang va mostrar per primera vegada la inserció reversible d'ions Zn a l'estructura de túnel de diòxid de manganès de tipus alfa (MnO2) utilitzat com a càtode en un ZIB.
La Universitat de Waterloo, al Canadà, té els drets de patent sobre la tecnologia de bateries d'ions de zinc desenvolupada als seus laboratoris. L'empresa canadenca Salient Energy està comercialitzant la tecnologia de bateries d'ions de zinc.
També s'estan desenvolupant altres formes de bateries de zinc recarregables per a l'emmagatzematge d'energia estacionària, tot i que no són explícitament d'ions de zinc. Per exemple, Eos Energy Storage està desenvolupant una bateria d'halur de zinc en què la reacció del càtode implica l'oxidació i la reducció d'halurs. Eos Energy Storage està produint 1,5 GWh de bateries de zinc "Made in America" per ser utilitzades a les xarxes elèctriques de Texas i Califòrnia.

## Recerca

### Motivació
Les ZIB són una alternativa a les bateries de ions de liti per a l'emmagatzematge d'energia a escala de xarxa per la seva assequibilitat, seguretat i compatibilitat amb electròlits aquosos. Els reptes de recerca a l'ànode, l'electròlit i el càtode actualment impedeixen la seva posterior comercialització.

### Ànodes
Un elèctrode negatiu de zinc metàl·lic té una alta capacitat volumètrica teòrica (5854 AhL−1), capacitat gravimètrica (820 Ahkg−1) i abundància natural. La producció i les reserves provades de zinc existeixen a una escala més gran que el liti metàl·lic a causa de l'ús del zinc en la galvanització i la seva àmplia disponibilitat geogràfica. Altres beneficis del zinc metàl·lic com a material d'ànode inclouen la seva compatibilitat amb electròlits aquosos i no aquosos i la seva major seguretat i menor toxicitat ambiental en comparació amb el liti.
Els reptes per a l'ànode metàl·lic de Zn en l'electròlit aquós gairebé neutre típic inclouen la reacció d'evolució d'hidrogen i la corrosió de l'ànode, que poden causar pèrdua de capacitat. El creixement de dendrites també es produeix en el metall Zn, com en el metall Li, a causa d'un recobriment desigual. Tot i que aquestes dendrites poden causar pèrdua de capacitat i curtcircuits a les cel·les, no causen el risc d'explosió i incendi de les bateries de liti metàl·lic a causa dels electròlits aquosos. Les estratègies de recerca actuals per abordar aquests reptes inclouen capes de recobriment ànòdic i canvis estructurals i químics al metall Zn.

### Electròlits
Els electròlits aquosos són la forma dominant en els ZIB a causa de la seva alta conductivitat, baix preu, no inflamabilitat i seguretat ambiental. Les sals de Zn típiques són ZnSO4, Zn(OTf)2 i Zn(TFSI)2 El sulfat de zinc s'utilitza àmpliament avui dia a causa del seu menor cost i l'estabilitat de l'elèctrode, però els anions triflat i TFSI més grans poden conduir a conductivitats més elevades. Malgrat els avantatges dels electròlits aquosos, la reacció d'evolució d'hidrogen i el creixement fàcil de les dendrites limiten el seu ús. Els additius electrolítics com ara els agents tamponadors o altres sals de zinc poden millorar el rendiment de l'electròlit aquós, així com l'ús d'electròlits superconcentrats, alterant l'estructura de solvatació del zinc.
Els electròlits no aquosos són una altra àrea de recerca actual que utilitza electròlits líquids orgànics o líquids iònics per evitar la reacció d'evolució d'hidrogen. Malgrat les conductivitats més baixes i els costos més elevats d'aquests electròlits, poden tenir finestres d'estabilitat de voltatge més altes que l'aigua (1,7 V), així com eficiències coulombiques i temps de vida del cicle més elevats a causa de l'absència de la reacció d'evolució d'hidrogen. La recerca actual inclou mètodes per augmentar la conductivitat i reduir la resistència a la transferència de càrrega d'aquests electròlits.
Recentment, s'ha estudiat àmpliament un mètode que introdueix un dissolvent orgànic no aquós com a cosolvent en un electròlit aquós. Aquest mètode conserva els avantatges dels electròlits aquosos (per exemple, seguretat, alta conductivitat iònica i benignitat ambiental) alhora que suprimeix les reaccions secundàries associades a l'aigua. Cal destacar que s'han explorat tant dissolvents orgànics hidròfils com hidròfobs, com ara el dimetilsulfòxid (DMSO), el carbonat de propilè (PC), i el carbonat de dietil (DEC), Els estudis han demostrat que aquesta estratègia millora l'estabilitat electroquímica i el rendiment de les bateries de zinc aquoses.

### Càtodes
Els òxids de manganès i vanadi són els materials càtodics més populars per als ZIB a causa de la seva estabilitat i capacitat teòrica. Els càtodes de MnO2 es presenten en múltiples fases amb diferents geometries d'intercalació i capacitats específiques, les més estudiades de les quals són els tipus alfa, gamma i delta. A més d'aquests dos materials, també s'estan explorant com a materials de càtode anàlegs del blau de Prusia, òxids amb estructura d'espinel·la, hexacianoferrats i materials orgànics. Calen més investigacions per confirmar els mecanismes de reacció exactes i la relació electròlit-càtode en els ZIB.

### Bateries flexibles de zinc-ió
Les químiques de les bateries d'ions de zinc tenen el potencial de penetrar als mercats de l'electrònica flexible, on la demanda de dispositius d'emmagatzematge d'energia flexibles ha anat augmentant. Les bateries flexibles han de ser segures i ultraprimes, i les químiques d'ions de zinc ofereixen alternatives molt més segures a les bateries de densitat energètica similar, com les bateries d'ions de liti. La investigació actual ha demostrat que les bateries flexibles d'ions de zinc (FZIB) amb electròlits d'hidrogel mostren un rendiment i unes característiques d'estirament i flexió excel·lents. Per a una cel·la, les corbes de descàrrega per a diferents radis de flexió de la cel·la s'alineen amb la corba de l'estat pla original amb només una petita pèrdua de capacitat, cosa que demostra que la cel·la funciona bé fins i tot quan està deformada. Fins i tot s'ha descobert que un FZIB podria ser atropellat per un cotxe i encara conservar capacitats de descàrrega similars a l'estat inicial.
Tanmateix, cal treballar en el futur per portar la tecnologia FZIB del laboratori a aplicacions del món real, especialment pel que fa a trobar electròlits adequats i elèctrodes compatibles adequats. Els hidrogels, que tenen una alta conductivitat iònica i una bona flexibilitat, però són sensibles al medi ambient a causa de la seva naturalesa fràgil, són electròlits flexibles prometedors.

## Cadena de subministrament

### Impacte ambiental
Un avantatge significatiu de les bateries aquoses de zinc-ió (AZIB) és el seu menor impacte ambiental en comparació amb altres productes químics de bateries com les bateries de liti-ió (LIB) o de sodi-ió (NIB). La química dels AZIB fa que es puguin muntar en condicions ambientals sense un entorn controlat inert, lliure d'oxigen i humitat com els LIB o els NIB, cosa que té un menor impacte ambiental. A més, els electròlits aquosos utilitzats en els AZIB són millors per a la salut humana i el medi ambient en comparació amb els electròlits orgànics, sovint tòxics, utilitzats en els LIB. En un estudi d'avaluació del cicle de vida realitzat en sis compostos químics de bateries AZIB diferents, l'indicador d'escalfament global va oscil·lar entre 22,1 i 95,2. kg d'equivalent de CO2 En comparació amb la mitjana de 120 kg de CO2 equivalent per als LIB i els AZIB són iguals o millors que els LIB pel que fa a les seves emissions.
Actualment, el càtode, el separador i l'ànode de l'AZIB són els principals impulsors del seu potencial d'escalfament global. El càtode sovint es produeix en un procés de fabricació de diverses etapes i requereix materials que requereixen molta energia com el níquel o el tetrahidrofuran. El separador contribueix significativament al potencial d'escalfament global perquè ha de ser mecànicament robust per protegir contra la formació de dendrites, cosa que significa que s'ha d'utilitzar una quantitat significativa de microfibra de vidre, que conté una energia integrada relativament gran.
Hi ha moltes vies de recerca que s'estan duent a terme que poden millorar encara més l'impacte ambiental dels AZIB. Actualment, la menor densitat d'energia volumètrica dels AZIB en comparació amb les bateries de liti-oxigen o liti-sofre requereix l'ús de cel·les AZIB més grans per emmagatzemar la mateixa quantitat d'energia. La creació de càtodes que puguin funcionar a voltatges més alts amb càrregues de massa més elevades reduirà la mida necessària de la cel·la, reduint l'ús de materials i millorant la petjada ambiental. A més, si es corregeix la pèrdua de capacitat que pateixen aquestes bateries al llarg del temps, n'allargarà la vida útil i n'en reduirà l'impacte des del bressol fins a la tomba. Finalment, s'està duent a terme una investigació sobre l'ús de materials renovables com a electròlits i separadors, en particular polisacàrids i els seus derivats, que poden crear hidrogels amb propietats mecàniques adequades i un bon rendiment electroquímic.

### Reciclatge
El procés de reciclatge de ZIB es troba actualment en les seves etapes inicials. Alguns estudis han demostrat que el zinc metàl·lic es pot recuperar de les bateries amb una eficiència superior al 99% mitjançant l'evaporació i la separació, i que aquest material es pot reciclar indefinidament sense canvis en les seves propietats físiques. Tot i que el separador plantejarà un repte més gran per al reciclatge, l'ús d'electròlits de biopolímers permet enfocaments de reciclatge respectuosos amb el medi ambient. Si s'utilitzen materials electroactius orgànics (OEM), demostren una alta solubilitat en dissolvents orgànics econòmics i són estables tant en estat carregat com descarregat. Això permet que els AZIB originals (OEM) es puguin reciclar en qualsevol estat de càrrega amb un alt potencial de recuperació.